# Суріньявонґ II
Суріньявонґ II або Сурінья Вонґса II (лаос. ເຈົ້າສຸລິຍະວົງສາ; пом. 1791) — шостий володар королівства Луанґпхабанґ.

## Біографія
Був дев'ятим сином короля Інтасома. В березні 1765 року Луанґпхабанґ було завойовано бірманською армією. Суріньявонґ став заручником.
1768 року Суріньявонґ утік з полону, зібрав армію та 1771 року захопив трон Луанґпхабанґу. Він глибоко ненавидів короля В'єнтьяну Онг Буна, якого вважав винним у підбурюванні бірманців до нападу на його державу. Суріньявонґ спробував узяти В'єнтьян в облогу, втім Онг Бун за допомоги бірманців відбив напад, а Суріньявонґ був змушений визнати сюзеренітет Бірми.
1776 року державу Ланна захопив сіамський король Таксин, після чого Луанґпхабанґ зміг позбутись бірманського сюзеренітету. 1778 року Суріньявонґ довідався, що сіамська армія під проводом Чао Прая Чакрі почала кампанію з захоплення В'єнтьяну. Після того король став васалом Сіаму та долучив свої війська до сіамських під час облоги В'єнтьяну. Відтоді Луанґпхабанґ був змушений щорічно сплачувати данину бунга мас, що складалася з двох невеликих дерев із золота та срібла, а також коштовних подарунків, зброї, товарів і рабів.
У травні 1788 року Суріньявонґа викликали до Бангкока, де його ув'язнили за наказом Рами I. За його відсутності Луанґпхабанґом керували сіамські чиновники. Помер 1791 року в Бангкоку. Новим королем Луанґпхабанґу на початку 1792 року став молодший брат Суріньявонґа Анурута.